# Grunwaldovo náměstí (Štětín)
Grunwaldovo náměstí (polsky plac Grunwaldzki, německy Kaiser-Wilhelm-Platz) je největší náměstí ve tvaru hvězdy ve Štětíně. Nachází se ve čtvrti Śródmieście, na sídlišti Centrum. Náměstí je jedním z míst, kde se ve Štětíně nejčastěji konají manifestace. Geometrické uspořádání náměstí je motivem grafického znaku projektu s názvem „Štětín – Evropské hlavní město kultury 2016“. Autorem loga je Ireneusz Kuriata.

## Dějiny
Náměstí vzniklo koncem 80. let 19. století v centru pevnosti Fort Wilhelm, která byla zbořena v roce 1884. Původně se jmenovalo Westend Kirchplatz, později Kaiser-Wilhelm-Platz. Rozvoj náměstí s reprezentativními činžovními domy postavenými převážně v eklektickém stylu trval až do počátku 20. století. V roce 1944 bombardování zničilo činžovní domy na nárožích náměstí s ulicemi Śląskou, Generała Ludomiła Rayskiego a Marszałka Józefa Piłsudskiego. Navíc se nedochovaly některé ozdoby nájemních domů, které přežily válku. V roce 1945 bylo Grunwaldovo náměstí jedním z prvních míst, které osídlilo polské obyvatelstvo.
Polský název náměstí dostalo 15. července 1945, v den 535. výročí bitvy u Grunwaldu. Desku s polským názvem náměstí odhalil první polský primátor Štětína Piotr Zaremba.
Dne 13. září 1949 se na Grunwaldovym náměstí natáčel krátký film „Jak zmusiliśmy energię elektryczną do pracy“, který pojednával o historii elektřiny. V závěrečné scéně projíždí po tramvajové trati na náměstí koněspřežná tramvaj.
V roce 1965 byly na pozemcích vzniklých po odstranění činžovních domů postaveny dva osmipatrové domy podle projektu Tadeusze Ostrowského a jeden čtyřpatrový dům.

## Popis
Na náměstí se kříží čtyři ulice, které společně vytvářejí hvězdu. Ze severu a proti směru hodinových ručiček (směr pohybu vozidel) to jsou:
- ulice Śląska
- alej Papieża Jana Pawła II
- ulice Marszałka Józefa Piłsudskiego
- ulice Generała Ludomiła Rayskiego

## Budovy na náměstí
Následující tabulka popisuje vybrané budovy na náměstí.
| Adresa                   | Snímek | Roky výstavby     |     | Popis |
| ------------------------ | ------ | ----------------- | --- | --- |
| pl. Grunwaldzki 1–2, 3–4 |        | 1963–1965         | ně  | V 60. letech 20. století byly postaveny dva osmipodlažní bytové domy podle návrhu arch. Tadeusze Ostrowského na místě činžovních domů zničených během druhé světové války. V přízemí bloku 1-2 se dříve nacházelo knihkupectví „Rolnicza“ a v bloku 3-4 mimo jiné prodejna domácích spotřebičů „Eldom“. |
| al. Jana Pawła II 12     |        | konec 19. století | ně  | Nájemní třípodlažní dům postavený na konci 19. století v eklektickém stylu. Přední rizalit byl dříve zakončen dvěma kopulemi a trojúhelníkovým štítem. Boční štíty se do dnešní doby nedochovaly. Budova má dva vchody: z ulice Piłsudskiego a z třídy Papieża Jana Pawła II. V poválečném období byla v budově umístěna lékařská klinika. V roce 2004 byla budova prodána a v roce 2005 její nový majitel renovoval fasádu. |
| al. Jana Pawła II 41     |        | 1895              | ně  | Třípatrový nárožní nájemní dům postavený v roce 1895 v eklektickém a secesním stylu. Průčelí ze strany náměstí Grunwaldzki, oddělené tříosým rizalitem, je zakončeno trojúhelníkovým štítem. Nároží budovy je zakončeno věžičkou se špičatou kopulí. Tento nájemní dům, který nebyl během druhé světové války poškozen, prošel koncem 70. let 20. století generální rekonstrukcí.                                            |
| al. Jana Pawła II 42     |        | 1898              | ano | Třípodlažní nájemní dům v eklektickém stylu postavený v roce 1898 podle projektu Georga Sommenstuhla. Některé ozdoby štítu, například sochy ve výklencích nebo věžičky, se nedochovaly. V přízemí budovy se nacházela mimo jiné lékárna, kterou vedl doktor Luckenbach. V současné době se v přízemí budovy nachází také lékárna, z jejíhož předválečného vybavení se dochovaly některé části, například knihovna.           |
| ul. Śląska 38            |        | konec 19. století | ano | Třípodlažní eklektický nájemní dům postavený na konci 19. století. V poválečném období se v přízemí budovy nacházelo mimo jiné Československé kulturní centrum. Od roku 1976 je budova zapsána v seznamu historických památek. Na začátku 21. století byla střecha opravena. |
| ul. Rayskiego 16         |        | konec 19. století | ně  | Třípodlažní nárožní činžovní dům postavený v eklektickém stylu. Od roku 1945 se v domě po určitou dobu nacházelo sídlo dopravního podniku Tramwaje i Autobusy Miasta Szczecina. |

## Doprava
Tramvajová trať na tehdejším náměstí Kaiser-Wilhelm-Platz byla vybudována v roce 1897 a první linkou, která náměstím projížděla, byla linka spojující náměstí Arndtplatz (náměstí Šedých pluků) s hlavním nádražím. Od roku 1905 dostala linka vedoucí přes náměstí číslo 4 a její trasa byla následující: Arndtplatz – Cap Cherie/Tiergarten. V roce 1927 byla tramvajová trať přesunuta z vozovky doprostřed náměstí. Na konci roku 1944 byla linka č. 4 z důvodu válečných škod zastavena. Po převzetí města polskou správou byla v listopadu 1945 obnovena tramvajová doprava na Grunwaldovym náměstí, přes které začala opět jezdit linka č. 4. Koncem 50. let 20. století jezdily na náměstí tramvaje noční linky 4N. V roce 1973 se v důsledku likvidace tramvajových tratí v centru města objevily na náměstí tramvaje denních linek 1 a 5 a nočních linek 1N a 5N. V zimě 1976 byla přes náměstí Grunwaldzki spuštěna tramvajová linka č. 11 z Opravárenské loděnice (polsky Stocznia Remontowa) do Pomorzan a v roce 1985 linka č. 12. V roce 1992 byly rekonstruovány tramvajové koleje vedoucí přes náměstí. V zimě 1996 byly zrušeny noční tramvajové linky 1N, 4N a 5N. V roce 2015, po 110 letech, zmizela z náměstí tramvajová linka č. 4.